# Presenzano
Presenzano ist eine italienische Gemeinde (comune) mit 1620 Einwohnern (Stand 31. Dezember 2023) in der Provinz Caserta in Kampanien. Sie ist Bestandteil der Comunità Montana Monte Santa Croce. Die Gemeinde liegt etwa 40 Kilometer nordnordwestlich von Caserta und grenzt unmittelbar an die Provinz Isernia (Molise).

## Verkehr
Die westliche Gemeindegrenze bildet die Strada Statale 6 Via Casilina von Rom nach Pastorano. Durch die Gemeinde selbst führt die Strada Statale 85 Venafrana von Vairano Patenora nach Pescolanciano.

## Energie
In der Gemeinde liegt das Pumpspeicherkraftwerk Domenico Cimarosa.